# Occhio della Provvidenza

L'Occhio della Provvidenza

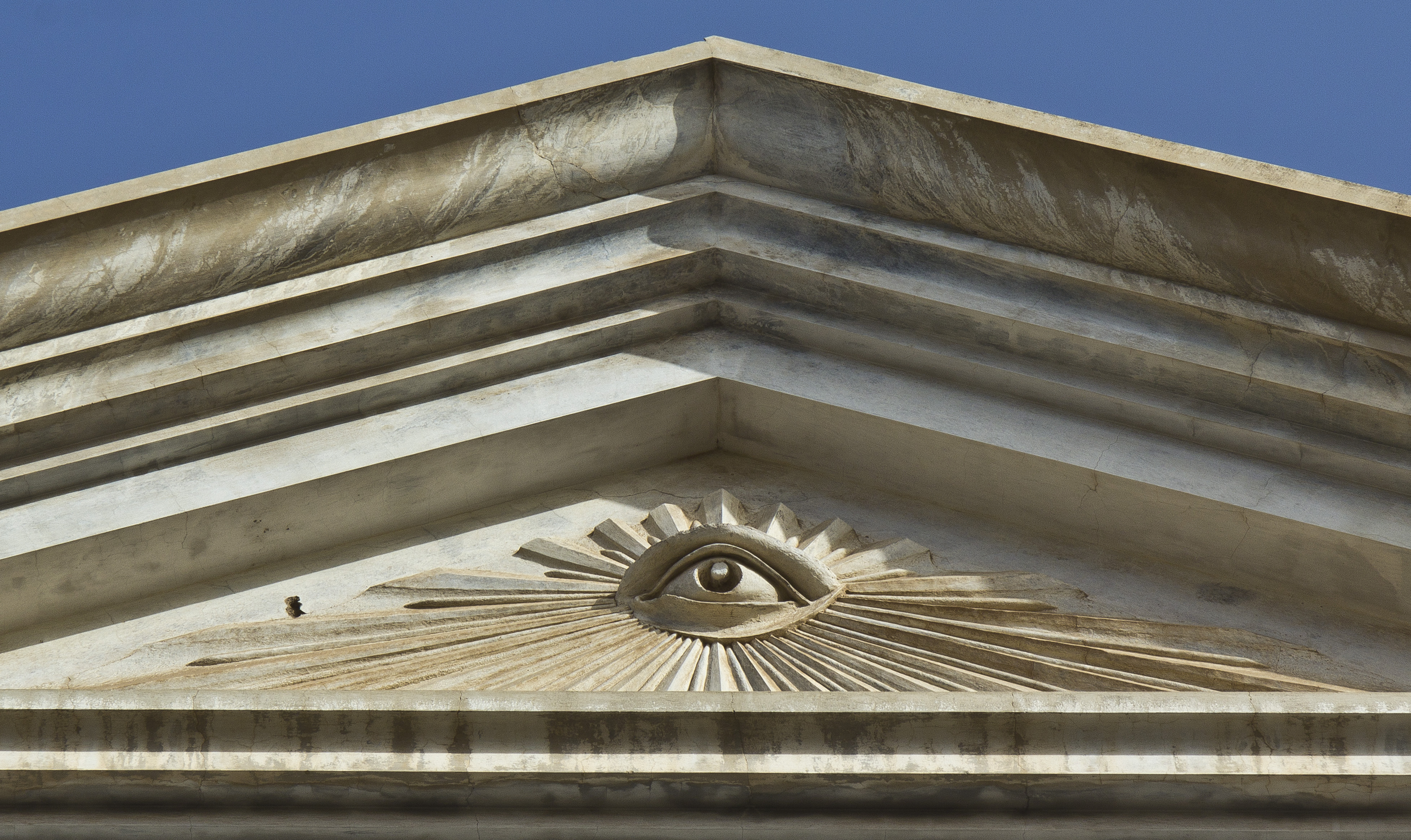
Occhio della Provvidenza in Tempio massonico di Santa Cruz de Tenerife.

L'Occhio della Provvidenza è un'espressione utilizzata in araldica per indicare un occhio, generalmente raggiante, racchiuso all'interno di un triangolo.

## Descrizione
Viene rappresentato come un occhio spesso circondato da raggi di luce o da gloria ed è solitamente inscritto in un triangolo. È generalmente interpretato come essere l'occhio di Dio protettore dell'umanità (o come divina provvidenza).
Nell'era moderna, l'uso più notevole dell'occhio della provvidenza è nel rovescio dello Stemma degli Stati Uniti d'America, che appare anche sulle banconote da un dollaro statunitense.

## Utilizzo

L'occhio di Horo.

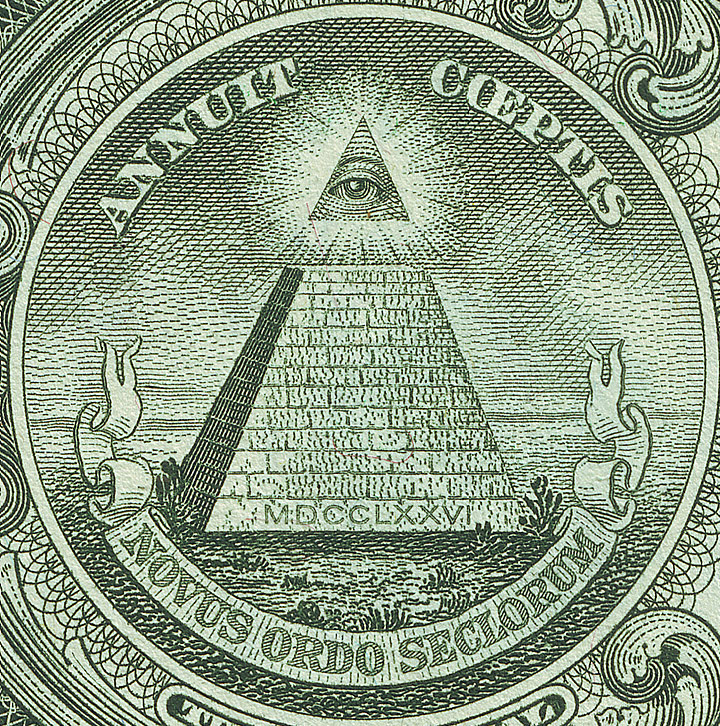
L'Occhio della Provvidenza impresso sul retro della banconota da 1 $ USA.

### Araldica
L'occhio della provvidenza appare in molti emblemi e sigilli ufficiali tra cui:

Stemma di Braslaŭ, Bielorussia.

- nello stemma di Brasłaŭ, in Bielorussia;
- negli stemmi e distintivi di diverse fratellanze, tra cui Delta Tau Delta, Phi Kappa Psi, Phi Delta Theta e Delta Kappa Epsilon;
- nello stemma dell'Università del Mississippi;
- nello stemma dell'Università del Cile.

### Massoneria

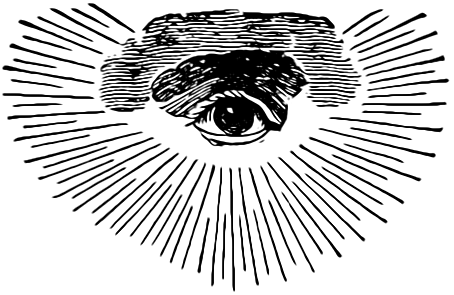
Una delle prime versioni massoniche dell'occhio della Provvidenza con nuvole e gloria semicircolare.

Oggigiorno, l'occhio della Provvidenza è generalmente associato alla Massoneria, ma ciò non è corretto poiché il simbolo massonico per eccellenza è la squadra col compasso. L'occhio compare nella iconografia standard dei massoni nel 1797, con la pubblicazione del Freemasons Monitor di Thomas Smith Webb. Qui rappresenta l'occhio divino che tutto vede ed è un monito al fatto che ogni pensiero e azione di un massone sono osservati da Dio (a cui ci si riferisce nella Massoneria come Grande Architetto dell'Universo). Tipicamente, l'occhio della Provvidenza massonico è posto sopra a una gloria semicircolare ed è, talvolta, inserito in un triangolo avvolto da raggi di luce, e rappresenta Dio secondo la spiritualità deista massonica.

### Numismatica
L'occhio appare:
- nella banconota da un dollaro degli Stati Uniti - come parte dello stemma nazionale;
- nella banconota da 50 corone estoni - come parte della chiesa di Käina;
- nella banconota da 500 grivnie ucraine.

### Stati Uniti d'America
Nel 1782 venne adottato nel rovescio dello Stemma degli Stati Uniti d'America. È stato inizialmente suggerito come elemento per lo stemma nel 1776 nella prima delle tre commissioni per l'ideazione dell'emblema, come suggerito dell'artista Pierre Eugene du Simitiere.

Bozzetto per lo Stemma degli Stati Uniti d'America di Simitiere.

Sullo stemma, l'occhio è circondato dai motti Annuit Cœptis, ovvero "Egli approva [le nostre] decisioni", e Novus Ordo Seclorum, ovvero "Nuovo Ordine delle Epoche". L'occhio è posto sopra ad una piramide incompleta con tredici gradoni, rappresentanti le tredici colonie originarie e la crescita futura della nazione. Sul gradone più basso viene scritto 1776 in numeri romani. Il simbolismo sostiene che l'Occhio, ovvero Dio, desidera la prosperità degli Stati Uniti d'America.
Considerazioni popolari fra gli interessati di teoria del complotto affermano che l'occhio della Provvidenza nello Stemma degli Stati Uniti d'America indica l'influenza della Massoneria nella fondazione degli Stati Uniti, cosa che è stata parodiata nel film Disney del 2004 Il mistero dei Templari. Comunque, l'uso massonico comune dell'occhio è successivo di 14 anni alla creazione dello stemma. Inoltre, nelle varie commissioni per il disegno dello stemma, solo Benjamin Franklin era massone (e le sue idee non furono approvate). Infine, molte organizzazioni massoniche hanno esplicitamente negato ogni connessione alla creazione dello stemma.

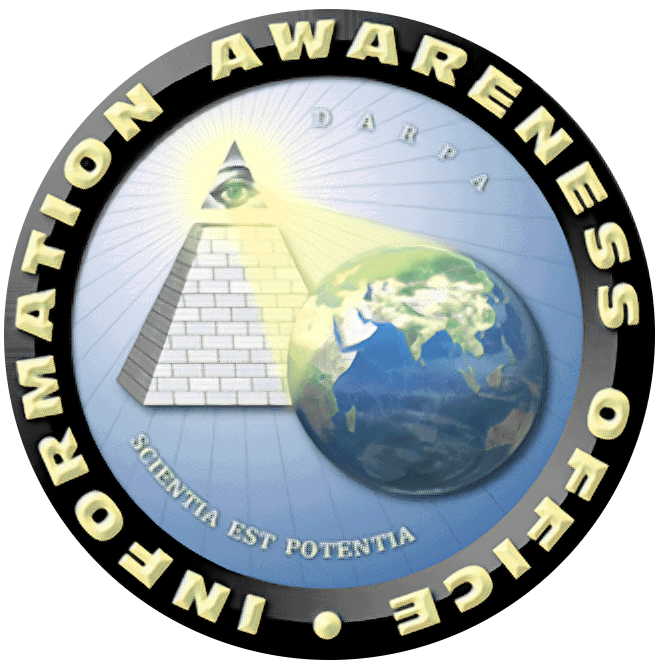
Vecchio emblema del DARPA Information Awareness Office.

Forse a causa del suo uso nello stemma nazionale, l'occhio è presente in diversi stemmi e loghi americani, come nello Stemma del Colorado o in quello della città di Kenosha. È apparso nel logo originale dell'Information Awareness Office del DARPA.

### Rivoluzione francese
Durante la rivoluzione francese fu utilizzato come il simbolo dell'Essere Supremo nella dichiarazione dei diritti dell'uomo e del cittadino e nell'omonimo culto.

## Apparizione in opere artistiche
- Nella pubblicazione originale della Dichiarazione dei diritti dell'uomo e del cittadino, simile all'iconografia dei Dieci Comandamenti.
- In diverse opere del pittore austriaco Gustav Klimt, come in Ritratto di Adele Bloch-Bauer I.
- Nella copertina della Costituzione serba del 1835.
- Nella Cattedrale di Kazan' a San Pietroburgo, in Russia.
- Nel Duomo vecchio di Brescia.
- Nella facciata della Piccola Casa della Divina Provvidenza, fondata a Torino da San Giuseppe Benedetto Cottolengo.
- Nella Cappella Palatina della Villa di Colle Allegro, a Patrignone (frazione di Arezzo).
- Sopra l'altare maggiore della Collegiata di San Michele Arcangelo a Città Sant'Angelo.
- Nelle insegne della Guards Division britannica creata nel 1915.
- Nel logo della Steve Jackson Games.
- Nello show televisivo "Then Came Bronson", il simbolo appare su un serbatoio di una motocicletta.
- Nel film, ispirato al videogioco, Lara Croft: Tomb Raider (2001), compaiono emblemi e oggetti ispirati al simbolo, in riferimento a un ordine segreto di fantasia chiamato Illuminati.
- Nello show televisivo "Gravity Falls", il personaggio di Bill Cipher è ispirato all'occhio della provvidenza
- Nel cartone animato "Mia and me" appare su alcuni abiti della famiglia reale degli elfi di Centopia
- Nel Santuario Nostra Signora di Montallegro File:Santuario di Nostra Signora di Montallegro (Montallegro, Rapallo) - navata 2 2022-06-10.jpg
- Appare sull'altare della chiesa parrocchiale di San Sebastian de Garabandal, santuario della Madonna del Carmen, in alto, proprio al centro della raffigurazione, fra due coppe d'oro.
- Appare nella Chiesa di Santa Lucia e Agata alla Fontana a Matera
- Appare sulla facciata della Chiesa parrocchiale dei Santi Nazaro e Celso, a Stagno Lombardo (CR).